# Rhimphoctona aldrichi
Rhimphoctona aldrichi är en stekelart som först beskrevs av Davis 1898.  Rhimphoctona aldrichi ingår i släktet Rhimphoctona och familjen brokparasitsteklar. Inga underarter finns listade i Catalogue of Life.